# SciFi-Universe
 (août 2020).
Si vous disposez d'ouvrages ou d'articles de référence ou si vous connaissez des sites web de qualité traitant du thème abordé ici, merci de compléter l'article en donnant les références utiles à sa vérifiabilité et en les liant à la section « Notes et références ».
Pour les articles homonymes, voir Sci-Fi.
SciFi-Universe (ou SFU) est un site traitant de science-fiction, dans le sens anglais général du terme (Sci-Fi).

## Historique
Lancé en 1996, le site SciFi-Universe évolue au fil du temps pour devenir à partir de 2003, un portail dédié à la SF.

## Positionnement
Le site traite de la science-fiction sous ses différentes formes (ciné, télévision, littérature, jeux, jeux vidéo, bande dessinée, etc.).